# Differentialgeometri
Differentialgeometri är studiet av differentierbara mångfalder, det vill säga topologiska rum som lokalt ser ut som en öppen delmängd i {\displaystyle \mathbf {R} ^{n}}, vilket möjliggör nyttjandet av metoder från matematisk analys.
Den har många tillämpningar i fysik, särskilt i relativitetsteorin. Centralt inom differentialgeometrin är studiet av riemannska mångfalder (se även riemanngeometri): geometriska objekt som exempelvis ytor som lokalt liknar ett euklidiskt rum och därför medger definition av analytiska koncept som tangentvektorer, tangentrum, differentierbarhet, vektorfält och tensorfält. En riemannsk mångfald är utrustad med en metrik, som möjliggör mätning av avstånd och vinklar lokalt och definierar begrepp som geodeter, krökning och torsion.
En allmän differentierbar mångfald behöver dock inte ha en metrik. På en sådan mångfald kan man fortfarande definiera analytiska begrepp som integraler, differentialekvationer, differentialformer och dessas yttre derivator osv. Exempelvis gäller den generella formen av Stokes sats på en (orienterbar) differentierbar mångfald: 
{\displaystyle \int _{\partial \Omega }\omega =\int _{\Omega }{\text{d}}\omega .}